# Gdzie się podziały tamte prywatki (album)
Gdzie się podziały tamte prywatki – trzeci album Wojciecha Gąssowskiego wydany w 1989 roku.

## Lista utworów
| Strona A: 1. Gdzie się podziały tamte prywatki (tekst: M. Gaszyński, R. Poznakowski) 2. Dream Lover (tekst: B. Darin) 3. Just-A-Walking In The Rain (tekst: J. Bragg, R. Riley) 4. It's All Over Now (tekst: B.&.S. Womak) 5. Sea Of Love (tekst: G. Khoury, P. Baptiste) 6. Crawfish (tekst: B. Weisman, F. Wise) |  | Strona B: 1. Everybody's Talkin' (tekst: F. Neal) 2. True Love Ways (tekst: B. Holly, N. Petty) 3. Groovy Kind Of Love (tekst: C. Sager, T. Wine) 4. It's All In The Game (tekst: C. Sigman, C. Dawes) 5. Be - Bop A Lula (tekst: G. Vincent, S.T. Davis) 6. Zielone Wzgórza Nad Soliną (tekst: Cz. Grudziński, J. Kondratowicz) 7. Gdzie Się Podziały... (tekst: M. Gaszyński, R. Poznakowski) |